# Popenec chlupatý
Popenec chlupatý (Glechoma hirsuta) je vytrvalá bylina z čeledi hluchavkovitých, jeden ze dvou druhů rodu popenec původních v české flóře.

## Popis
Popenec chlupatý je vytrvalá bylina s přímou nebo vystoupavou, později poléhavou a v uzlech kořenující lodyhou, dorůstající výšky 15–50 cm. Lodyha je na průřezu čtyřhranná a ze všech stran hustě chlupatá odstávajícími nebo přitisklými trichomy. Řapíkaté listy jsou jednoduché, vstřícné, na lodyze křižmo postavené, s čepelí srdčitého tvaru, na okrajích vroubkované či pilovité, taktéž hustě chlupaté, při pomnutí v prstech vydávají charakteristický nasládlý zápach. Rostlina vytváří dlouhé kořenující výběžky.
Květy jsou oboupohlavné a vyrůstají v koncových lichopřeslenech po 3–5 v paždích listenů tvarově podobných listům. Kalich je pěticípý, žláznatě chlupatý, koruna s vykrojeným horním pyskem a trojcípým spodním pyskem světle modrá až modrofialová, 20–30 mm dlouhá, na spodním pysku bělavě skvrnitá. Rozkvétá od dubna do července, opylován je hmyzem. Plodem jsou čtyři hladké šedohnědé tvrdky.
Ploidie druhu je 2n = 4x = 36.

## Ekologie a rozšíření
Areál rozšíření popence chlupatého zasahuje od jihovýchodní oblasti střední Evropy (Morava, Dolní Rakousko, Slovensko, Maďarsko, jižní Polsko) přes Balkánský poloostrov a pobřeží Černého moře do evropské části Ruska. Roste též v západní Itálii a na Sicílii. Vyrůstá na polostinných stanovištích v květnatých dubohabřinách, teplomilných doubravách, bučinách nebo lužních lesích, dále na okrajích lesů, v lesních lemech a křovinách, též v ruderální vegetaci. Preferuje čerstvě vlhké, humózní půdy, mírně kyselé nebo bazické, bez ohledu na podloží.
V České republice se vyskytuje pouze na Moravě, především v karpatském mezofytiku a na některých místech panonského termofytika. V Červeném seznamu ohrožených druhů je řazen do kategorie C3 (ohrožený druh), zákonem chráněn není.

## Využití
Na rozdíl od příbuzného popence obecného (Glechoma hederacea) pro něho není udáváno žádné léčivé nebo gastronomické využití.